# Así como habían sido
Así como habían sido (The Way They Were en inglés) es una película del género drama de 1987, dirigida por Andrés Linares, que a su vez la escribió junto a Joaquim Jordà y protagonizada por Massimo Ghini, Juan Diego y Antonio Banderas, entre otros. 
Los productores del filme son José María Cunillés y Isabel Mulá, su fecha de estreno fue el 3 de septiembre de 1987.

## Sinopsis
Un músico reconocido a nivel mundial, Tomas, vuelve a España después de unos años de haberse marchado y se comunica con un viejo colega del conservatorio, Alberto, para hacer un nuevo proyecto musical. Pero su intención real es conocer donde está un amigo en común de ellos, Damián, que desapareció de una manera extraña cuando Tomas se fue de España.